# Ласе Вирен
Ласе Вирен (фин. Lasse Virén; Мирскиле, Финска, 22. јул 1949) је накадашњи фински атлетичар, четвороструки олимпијски победник.
Због својих сјајних резултата познат и као 'летећи Финац', по угледу на раније сјајне финске атлетичаре као што су Паво Нурми или Виле Ритола, који су такође носили тај надимак 1920-их година.
Двоструку победу је остварио на Играма у Минхену 1972. године, када је победио у тркама на 5.000 односно 10.000 метара, с тим да је у другој дисциплини упркос паду током трке поставио и тадашњи светски рекорд. Исти је успех поновио четири године касније на Играма у Монтреалу 1976. године, а том приликом је трчао и маратон те завршио као пети.
Вирен је био специфичан по томе што је између игара релативно мало трчао на службеним такмичењима, и сва је остала такмичења сматрао само као припрему за олимпијске трке. Између игара је прелазио врло велику километражу у тренингу, али би интензитет повећавао тек планирано у години пре такмичења. Због тога је имао релативно мало победа и добрих резултата на осталим такмичењима.
Каријеру је завршио након Игара у Москви 1980. године када је стигао као пети на 10.000 м. Након спортске каријере бавио се политиком. Био је посланик у финском парламенту.

## Успеси каријере
Олимпијске игре
- Минхен 1972.
  - злато 5.000 м 13:26,4 ОР
  - злато 10.000 м- 27:38,4 СР
- Монтреал 1976.
  - злато 5.000 м 13:24,76
  - злато 10.000 м 27:40,38

Европско првенство
Рим 1974.
- бронза 5.000 м 13:24,57